# Правец
Правец (буг. Правец) град је у Републици Бугарској, у средишњем делу земље, седиште истоимене општине Правец у оквиру Софијске области.

## Географија
Положај: Правец се налази у средишњем делу Бугарске. Од престонице Софије град је удаљен 70 km североисточно.
Рељеф: Област Правеца се налази у омањој котлини у оквиру планинског ланца Старе Планине, тачније испод планине Било. Сам град је на приближно 440 m надморске висине.
Клима: Због знатне надморске висине клима у Правецу је оштрији облик конитненталне климе са планинским утицајима.
Воде: Кроз Правец протиче река Мали Искар, а постоје и мањи водотоци у окружењу.

## Историја
Област Правеца је првобитно било насељено Трачанима, а после њих овом облашћу владају стари Рим и Византија. Јужни Словени ово подручје насељавају у 7. веку. Од 9. века до 1373. г. област је била у саставу средњовековне Бугарске.
Крајем 14. века област Правеца је пала под власт Османлија, који владају облашћу 5 векова.
Године 1878. град је постао део савремене бугарске државе. Насеље постоје убрзо средиште окупљања за села у околини, са више јавних установа и трговиштем. Насеље је добило градска права 1981. године.

## Становништво
По проценама из 2010. г. Правец је имао око 4.500 ст. Огромна већина градског становништва су етнички Бугари. Остатак су махом Роми. Последњих деценија град има пад становништва због слабе економије и опште кризе у друштву.
Претежан вероисповест месног становништва је православна.

## Галерија
- Средиште Правеца
- Правец — здање општине
- Главни градски трг
- Правечки манастир